# Vellinge
Vellinge ( PRONÚNCIA) é uma pequena cidade sueca no sudoeste da província histórica da Escânia. 

Tem cerca de 6 000 habitantes.

É a sede do município de Vellinge, pertencente ao condado da Escânia, localizado no sul da Suécia.

Está situada a 10 km a sul da cidade de Malmö .